# Brigi Rafini

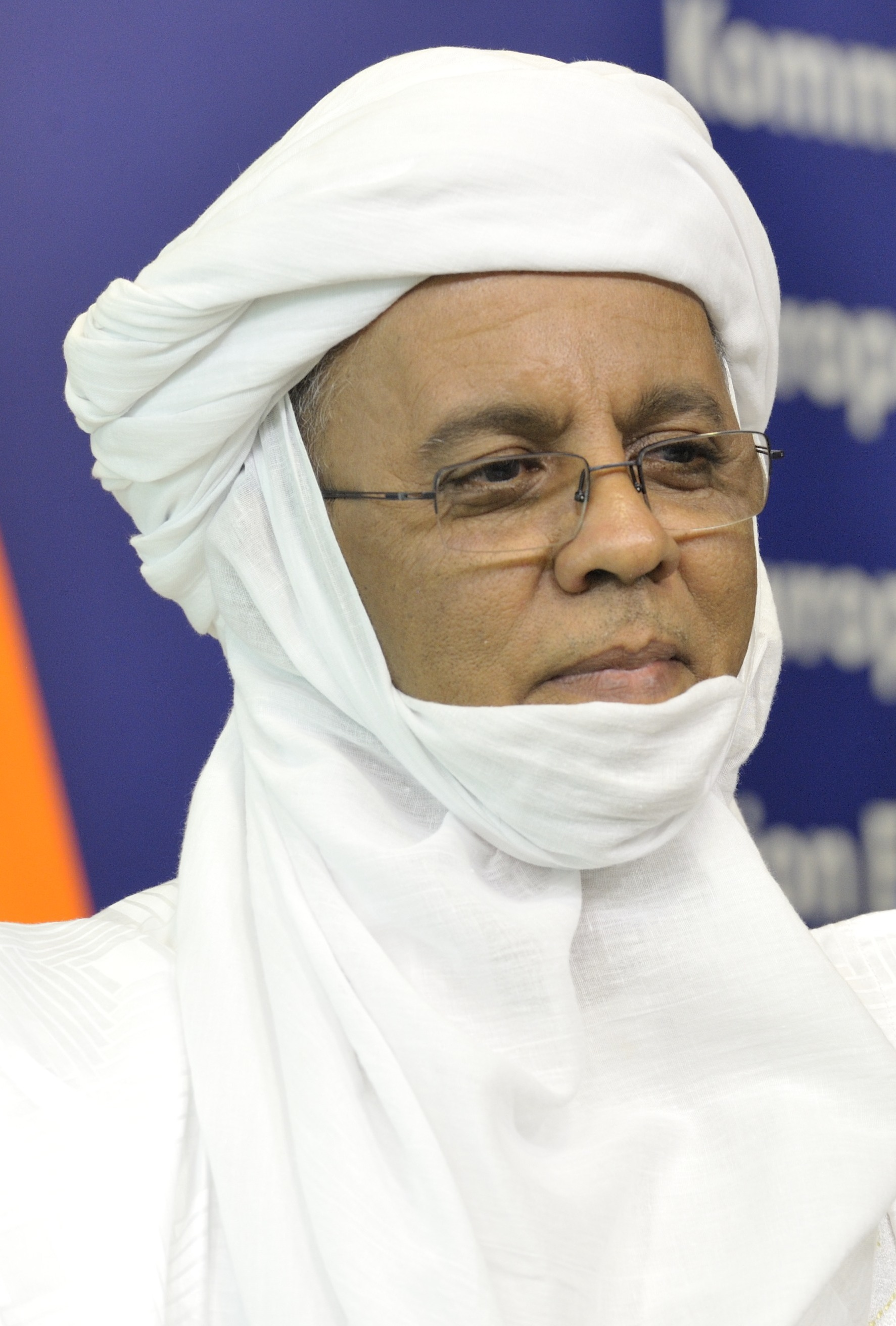
Brigi Rafini (2012)

Brigi Rafini (* 7. April 1953 in Iférouane) ist ein nigrischer Politiker. Er war von 2011 bis 2021 Premierminister des Landes.

## Leben
Brigi Rafini, der der Volksgruppe der Tuareg angehört, besuchte die Mittelschule in Agadez. Von 1971 bis 1974 und von 1978 bis 1981 studierte er an der École nationale d’administration in Paris. Seine Laufbahn in der politischen Verwaltung begann Rafini als Büroleiter im nigrischen Ministerium für öffentlichen Dienst und Arbeit. In weiterer Folge arbeitete er als Kabinettschef der Präfektur des Departements Niamey, Generalsekretär der Präfektur des Departements Diffa, Unterpräfekt des Arrondissements Dosso und Unterpräfekt des Arrondissements Keita.
1987 wurde Brigi Rafini Staatssekretär – zunächst für innere Angelegenheiten, dann noch im selben Jahr für Landwirtschaft und Umwelt – in der Regierung von Premierminister Hamid Algabid unter Staatspräsident Ali Saïbou. Im Juli 1988 bekam Rafini den Posten des Landwirtschaftsministers. Von Dezember 1989 bis August 1991 war er als Präsident des Nationalen Rats für Entwicklung tätig. Diese beratende Versammlung wurde unter dem autoritär regierenden Präsidenten Saïbou geschaffen. Rafini war zunächst Parteimitglied des MNSD-Nassara und wechselte nun zunächst zur ANDP-Zaman Lahiya. Er war anschließend Verwaltungsdirektor an der Präfektur der Region Agadez sowie Generalsekretär und Erster Rat (conseiller principal) der Nationalversammlung in Niamey. Von 1994 bis 1995 hielt er sich erneut in Frankreich auf. Nach dem Staatsstreich durch Ibrahim Baré Maïnassara im Januar 1996 nahm Rafini, nunmehr  RDP-Jama’a-Mitglied, verschiedene Funktionen in Übergangsgremien ein. 2004 wurde er zum Bürgermeister seiner Heimatgemeinde Iférouane und zum Abgeordneten in die Nationalversammlung gewählt. Bis 2009 war er vierter Vizepräsident der Nationalversammlung und Präsident der Landesgruppe der Parlamentarischen Union der Organisation der Islamischen Konferenz.
Nach den Präsidentschaftswahlen von 2011, bei der Rafini nun als Mitglied des siegreichen PNDS-Tarayya auftrat, ernannte ihn der neue Präsident Mahamadou Issoufou am 7. April 2011 zum Premierminister. Der bei den Präsidentschaftswahlen von 2021 gewählte Präsident Mohamed Bazoum ernannte am 3. April 2021 Ouhoumoudou Mahamadou zum Nachfolger Brigi Rafinis als Premierminister.

## Ehrungen
- Großkreuz des Nationalordens Nigers (2021)[4]